# Берталан Фаркаш
Бе́рталан Фа́ркаш (на унгарски: Farkas Bertalan е първият унгарски космонавт и първият есперантист в космоса.

## Биография
Роден е на 2 август 1949 г. в с. Дюлахаза (Унгария). През 1967 г. завършва средно училище и постъпва в авиационно-техническо училище „Джордж Килиан“ в Солнок. След завършването му през 1969 г. започва служба в изтребителната авиация на ПВО на УНР. От март 1978 г. започва подготовка за пилотиран коснически полет в Центъра за подготовка на космонавти.

## Полет в космоса
Изстрелян е на 26 май 1980 г., в 18:20 (GMT) от космодрума Байконур със съветския космонавт Валерий Кубасов на борда на „Союз 36“.
Докато е в орбита, Фаркаш извършва експерименти в областта на материалознанието. След 7 дни, 20 часа и 45 минути, след извършени 124 обиколки на Земята, Фаркаш и Кубасов се връщат на Земята на борда на „Союз 35“. Кацат на около 140 km югоизточно от Джезказган. Удостоен е със званието „Герой на Съветския съюз“ на 30 юни 1980 г.

## След полета
Берталан Фаркаш е член на Консервативната политическа партия „Унгарски демократичен форум“, участва на изборите през 2006 г. за унгарски парламент от окръг Baktalórántháza.
Фаркаш има 3 деца: дъщеря и 2 сина.

## Забележки
1. ↑  Новини в есперантското движение